# Fune o Amu
Fune o Amu (яп. 舟を編む Фунэ о Аму, букв. «Построим корабль», неоф.рус. «Великое путешествие») — роман, написанный Сионой Миурой и проиллюстрированный Харуко Кумотой. Публиковался в женском журнале CLASSY с ноября 2009 года по июль 2011 года, был издан Kobunsha 16 ноября 2011 года. В 2012 году получил главный приз премии Japan Booksellers Award.
Впервые роман был экранизирован в 2013 году, режиссёром стал Юя Исии. Фильм получил несколько наград, в том числе Japan Academy Prize как лучший фильм года. Он также был выдвинут от Японии на номинацию 86-й премии Оскар как лучший иностранный фильм, но в шорт-лист не попал.
Второй экранизацией стала аниме-адаптация производства студии Zexcs, её режиссёр — Тосимаса Куроянаги. Премьера сериала состоялась 14 ноября 2016 года, он транслировался в ночном блоке Noitamina телеканала Fuji TV.

## Сюжет
Полным ходом идёт работа по созданию современного словаря японского языка Даитокай (яп. 大渡海 букв.«Великое путешествие»), который должен будет помогать людям преодолевать необъятное море слов, но на его завершение потребуются многие годы. Кохэй Араки, опытный редактор убыточного отдела словарей, привлекает в проект, на замену себе, сотрудника отдела продаж, Мицую Мадзимэ, так как сам он вскоре должен уйти на пенсию. Благодаря своей преданности делу и любви к словам, Мицуя старается стать выдающимся редактором.

## Персонажи
Мицуя Мадзимэ (яп. 馬締 光也 Мадзимэ Мицуя) — главный протагонист истории. Работал в отделе продаж издательства Гэнбу, пока Араки не перевёл его в отдел словарей. Мадзимэ очень любит книги, но, несмотря на огромный багаж знаний, имеет проблемы с выражением своих мыслей и эмоций, с чем усиленно старается бороться. Он испытывает чувства к Кагуе, поэтому написал ей письмо с признанием и попросил Нисиоку высказать о нём своё мнение. Спустя несколько лет Мадзимэ женился на Кагуе и стал главным редактором отдела словарей.
Сэйю: Такахиро Сакурай
Актёр: Рюхэй Мацуда
Масаси Нисиока (яп. 西岡 正志 Нисиока Масаси) — красивый и дружелюбный парень, работал в редакционном отделе словарей до того, как был переведён в отдел по связям с общественностью. При первой встрече с Мадзимэ, посчитал его достаточно странным, но, как только они начали работать вместе, осознал, что их индивидуальные сильные стороны дополняют друг друга. В конечном счёте они стали лучшими друзьями. Спустя несколько лет Нисиока стал начальником своего отдела, и он всегда старается всеми силами помочь отделу словарей, чтобы «Великое Путешествие» имело успех.
Сэйю: Хироси Камия
Актёр: Дзёэ Одагири
Кагуя Хаяси (яп. 林 香具矢 Хаяси Кагуя) — внучка Такэ, арендодательницы Мадзимэ. Обучалась на шеф-повара японской кухни. Когда Мицуя признался ей в своих чувствах, ответила взаимностью, а спустя несколько лет вышла за него замуж и открыла свой ресторан «Обратная сторона Луны» (яп. 月の裏 Цуки но Ура).
Сэйю: Маая Сакамото
Актёр: Аои Миядзаки
Кохэй Араки (яп. 荒木 公平  Ко:хэй) — бывший главный редактор отдела словарей, ушедший на пенсию из-за болезни жены. Пообещал Мацумото-сэнсэю, что найдет себе достойную замену, с чем успешно справился, переведя в отдел Мадзимэ. Продолжает наставлять Мицую и работает в отделе на пол ставки.
Сэйю: Тэцуо Канао
Актёр: Каору Кобаяси
Каору Сасаки (яп. 佐々木 薫 Сасаки Каору) — секретарь отдела словарей. Воспитанная женщина, поддерживающая рабочий дух коллектива.
Сэйю: Ёсико Сакакибара
Актёр: Хироко Исаяма
Мидори Кисибэ (яп. 岸辺 みどり Кисибэ Мидори) — девушка, переведенная в отдел словарей ближе к концу произведения. Ранее она работала в журнале мод и поначалу ей было трудно устроиться на новом рабочем месте. Но, благодаря Нисиоке, девушка смогла преодолеть эту преграду и стала помогать с завершением работы над «Великим Путешествием».
Сэйю: Ёко Хикаса
Актёр: Хару Куроки
Томоскэ Мацумото (яп. 松本 朋佑 Мацумото Томосукэ) — профессор, консультирующий редакторов издательства Гэнбу в составлении словаря «Великое Путешествие». Мудрый и добродушный человек, любящий изучать новые слова. Он записывает их в свой блокнот, который всегда держит при себе.
Сэйю: Мугихито
Актёр: Го Като
Рэми Миёси (яп. 三好 麗美 Миёси Рэми) — работница отдела по связям с общественностью, состоявшая в тайных отношениях с Нисиокой, также училась вместе с ним в старшей школе. Спустя несколько лет вышла за Масаси замуж и родила ему двух дочерей.
Сэйю: Тива Сайто
Актёр: Тидзуру Икэваки
Такэ (яп. タケ Такэ) — арендодательница Мадзимэ и бабушка Кагуи. Она очень добродушна, зачастую приглашала Мадзимэ вместе поужинать и, в беседах с ним, проводила время до самой ночи.
Сэйю: Икуко Тани
Актёр: Мисако Ватанабэ

## Медиа-издания

### Аниме
Анимацией аниме-адаптации занималась студия Zexcs. Режиссёром стал Тосимаса Куроянаги, сценарий написал Такуя Сато, дизайном персонажей занимались Харуко Кумота и Хироюки Аояма, а композитором является Ёсихиро Икэ. Открывающую композицию «Shiokaze» (яп. 潮風) исполнил Таику Окадзаки, а закрывающую «I&I» Leola. Сериал транслировался с 14 ноября по 23 декабря 2016 года в ночном блоке Noitamina телеканала Fuji TV.

#### Список серий
| № серии | Название                                 | Трансляция в Японии  |
| ------- | ---------------------------------------- | -------------------- |
| 1       | Бескрайность «Бо:ё:» (茫洋)              | 14 октября 2016 года |
| 2       | Столкновение «Хо:тяку» (逢着)            | 21 октября 2016 года |
| 3       | Любовь «Кои» (恋)                        | 28 октября 2016 года |
| 4       | Постепенное продвижение «Дзэнсин» (漸進) | 4 ноября 2016 года   |
| 5       | Сомнение «Таютау» (揺蕩う)               | 11 ноября 2016 года  |
| 6       | Резонанс «Кё:син» (共振)                 | 18 ноября 2016 года  |
| 7       | Доверие «Синраи» (信頼)                  | 25 ноября 2016 года  |
| 8       | Составление «Аму» (編む)                 | 2 декабря 2016 года  |
| 9       | Нестись «Тисио» (血潮)                   | 9 декабря 2016 года  |
| 10      | Гордость «Кё:дзи» (矜持)                 | 16 декабря 2016 года |
| 11      | Свет «Томосиби» (灯)                     | 23 декабря 2016 года |

### Фильм

#### Критика
Fune o Amu в целом получил благоприятные отзывы от критиков. Ивонна Ти из South China Morning Post оценила его на 4.5 звезды из 5, а Джеймс Хадфилд из Time Out Tokyo дал фильму 4 из 5 звезд, сказав «История Юи Исии о влюблённом в слова редакторе действительно обаятельна.» Марк Адамс из Screen International пишет, что «Фильм весьма старомоден, он отдаёт дань миру слов и словарей, а также находит место для нежных чувств и медленно развивающейся романтики, что было бы недопустимым в современной истории.» Гэри Олдштейн из Los Angeles Times дал фильму благоприятный отзыв, отметив, что «Сила слова, что просвещает и связывает нас, всегда остаётся неизменной, о чём и рассказывает этот очаровательный фильм, который достоин особого места на полке.»

#### Награды и номинации
| Награда             | Дата церемонии       | Категория                            | Призёры и номинанты | Итог      |
| ------------------- | -------------------- | ------------------------------------ | ------------------- | --------- |
| Blue Ribbon Awards  | 11 февраля 2014 года | Лучший фильм года                    |                     | Номинация |
| Blue Ribbon Awards  | 11 февраля 2014 года | Лучшая режиссура                     | Юя Исии             | Номинация |
| Blue Ribbon Awards  | 11 февраля 2014 года | Лучшая мужская роль                  | Рюхэй Мацуда        | Номинация |
| Blue Ribbon Awards  | 11 февраля 2014 года | Лучшая мужская роль второго плана    | Дзёэ Одагири        | Номинация |
| Blue Ribbon Awards  | 11 февраля 2014 года | Лучшая женская роль второго плана    | Хару Куроки         | Номинация |
| Blue Ribbon Awards  | 11 февраля 2014 года | Лучший дебютант                      | Хару Куроки         | Победа    |
| Hochi Film Award    | 18 декабря 2013 года | Лучший фильм года                    |                     | Победа    |
| Hochi Film Award    | 18 декабря 2013 года | Лучшая мужская роль                  | Рюхэй Мацуда        | Победа    |
| Hochi Film Award    | 18 декабря 2013 года | Лучшая женская роль второго плана    | Тидзуру Икэваки     | Победа    |
| Japan Academy Prize | 7 марта 2013 года    | Лучший фильм года                    |                     | Победа    |
| Japan Academy Prize | 7 марта 2013 года    | Лучшая режиссура                     | Юя Исии             | Победа    |
| Japan Academy Prize | 7 марта 2013 года    | Лучший сценарий                      | Кансаку Ватанабэ    | Победа    |
| Japan Academy Prize | 7 марта 2013 года    | Лучшая мужская роль                  | Рюхэй Мацуда        | Победа    |
| Japan Academy Prize | 7 марта 2013 года    | Лучшая женская роль                  | Аой Миядзаки        | Номинация |
| Japan Academy Prize | 7 марта 2013 года    | Лучшая мужская роль второго плана    | Дзёэ Одагири        | Номинация |
| Japan Academy Prize | 7 марта 2013 года    | Лучшая музыка                        | Такаси Ватанабэ     | Номинация |
| Japan Academy Prize | 7 марта 2013 года    | Лучшая операторская работа           | Дзюнити Фудзисава   | Номинация |
| Japan Academy Prize | 7 марта 2013 года    | Лучшая осветительная работа          | Тацуя Осада         | Номинация |
| Japan Academy Prize | 7 марта 2013 года    | Лучшая работа художника-постановщика | Мицуо Харада        | Номинация |
| Japan Academy Prize | 7 марта 2013 года    | Лучший звуковой монтаж               | Хирокадзу Като      | Победа    |
| Japan Academy Prize | 7 марта 2013 года    | Лучший монтаж                        | Дзюнити Фусима      | Победа    |
| Japan Academy Prize | 7 марта 2013 года    | Лучший дебютант                      | Хару Куроки         | Номинация |
| Mainichi Film Award | январь 2014 года     | Лучший фильм года                    |                     | Победа    |
| Mainichi Film Award | январь 2014 года     | Лучшая режиссура                     | Юя Исии             | Победа    |
| Mainichi Film Award | январь 2014 года     | Лучшая мужская роль                  | Рюхэй Мацуда        | Победа    |
| Mainichi Film Award | январь 2014 года     | Лучшая работа художника-постановщика | Мицуо Харада        | Победа    |

## Пояснения
1. ↑  Премьера серии была указана на Fuji TV в 24:55 13 октября 2016 года, что фактически 14 октября.